# Beautiful people.com
BeautifulPeople.com es un servicio de citas en línea centrado en la búsqueda de personas atractivas, basado en las opiniones de la comunidad. La compañía informa que tiene más de 5 millones de miembros y sitios web en varios países en más de 12 idiomas diferentes.
El sitio fue lanzado originalmente en Dinamarca en 2001, pero más tarde abrió su acceso a los usuarios en todo el mundo.  El creador del sitio Greg Hodge  afirma que las personas estaban cansadas de utilizar los principales sitios de citas en línea pero no encontraban  personas atractivas, ya que estos sitios permiten que se una cualquier persona y poseen filtros mediocres o inexistente para encontrar personas atractivas. Hodge reconoce que la atracción es un punto fuerte usado al abordar extraños en un bar, y los intentos de  mostrar  este mismo aspecto en las citas del sitio web. Señala que la película Zoolander es una inspiración para el sitio.
Mientras que el sitio tiene cerca de 5 millones de miembros sólo el 20% de las solicitudes al sitio lo aprueba la comunidad.  Algunos de estos rechazos han producido amenazas de muerte a los propietarios del sitio.  Cada solicitud es clasificada en una escala de 1 a 4, que van desde:
- 1. "Sí definitivamente".
- 2. "Hmm, sí, OK".
- 3. "Mmm no,realmente no". a
- 4. "No 'definitivamente NO"[4]

El 4 de enero de 2010, el sitio había eliminado al menos 5.000 cuentas, que han recibido quejas de otros usuarios porque habían subido de peso durante las fiestas de 2009, y ahora están considerados como poco atractivos.